# Robert Lloyd
Robert Andrew Lloyd (* 2. März 1940 in Southend-on-Sea, Essex) ist ein britischer Opernsänger (Bass).

## Leben
Lloyd studierte in London bei dem Bariton Otakar Kraus und debütierte 1969 im Collegiate Theatre (seit 1982: Bloomsbury Theatre) des University College London als Don Fernando in Beethovens Leonore, der Urfassung von Fidelio. Von 1969 bis 1972 sang er am Sadler’s Wells Theater, seit 1972 in Covent Garden und als Gast in der ganzen Welt. Er singt sowohl das englische Repertoire (Claggart in Benjamin Brittens Oper Billy Budd, den Priester und Todesengel in Edward Elgars Oratorium The Dream of Gerontius) als auch deutsche (Sarastro in Die Zauberflöte, Gurnemanz in Parsifal), italienische (Bartolo in Il barbiere di Siviglia), französische (Arkel in Pelléas et Mélisande) und russische Partien (die Titelrolle in Boris Godunow).

## Diskografie (Auswahl)
- Mozart: Die Zauberflöte, mit Barbara Hendricks, June Anderson, Ulrike Steinsky, Jerry Hadley, Gottfried Hornik (Papageno), Thomas Allen, Scottish Chamber Orchestra, Scottish Chamber Chorus, Dirigent: Sir Charles Mackerras (Telarc 1991)
- Rossini: Der Barbier von Sevilla, mit Thomas Allen (Figaro), Francisco Araiza (Conte Almaviva), Agnes Baltsa (Rosina), Domenico Trimarschi (Bartolo), Robert Lloyd (Basilio), Sally Burgess (Berta), Matthew West (Fiorello) John Noble (Un Ufficiale), Ambrosion Opera Chorus, Academy of St. Martin in the Fields, Dirigent: Neville Marriner (Phillips Classics 1983/Decca 2002)